# Предупреждение Криминального доктора
«Предупреждение Криминального доктора» (англ. Crime Doctor's Warning) — американский детективный фильм режиссёра Уильяма Касла, который вышел на экраны в 1945 году. Это четвёртый в серии из десяти фильмов о Криминальном докторе, произведённых студией Columbia Pictures в период 1943—1949 годов.
В этом фильме известный психиатр Роберт Ордуэй, известный как Криминальный доктор (Уорнер Бакстер), берётся оказать медицинскую помощь молодому художнику из Гринвич-Виллидж Клайву Лейку (Колтер Ирвин), страдающему провалами в памяти, которые по времени совпадают с убийством двух натурщиц. После очередного убийства инспектор полиции Доус (Джон Лител) подозревает Лейка в этих преступлениях, но Криминальный доктор решает провести собственное расследование, при помощи гипноза получая важную информацию от Лейка. В итоге доктор Ордуэй выходит на нескольких подозреваемых, в число которых входят разочарованный натурщик, завидующий моделям-девушкам (Эдуардо Чианнелли), парочка художников (Джон Эбботт, Франко Корсаро), прикованная к инвалидному креслу мать Лейка (Альма Крюгер), а также двое арт-дилеров (Дж. М. Корриган, Майлз Мэндер). В конечном итоге доктору Ордуэю удаётся установить личность и мотивы преступника, а также обнаружить ещё одну его жертву.
Критики положительно оценили картину, отметив увлекательный, хотя и не всегда логичный сценарий, а также сильную игру Бакстера в главной роли.

## Сюжет
Психиатр Роберт Ордуэй (Уорнер Бакстер), известный как Криминальный доктор, по просьбе инспектора полиции Доуса (Джон Лител), заказывает на городской ярмарке у художника Джимми Гордона (Джон Эббот) свой бумажный силуэт. Затем вместе с Доусом доктор сверяет эту работу с бумажным силуэтом, найденным в тот же день в квартире убитой натурщицы Элейн Стюарт.
На улице за Ордуэем следит молодой мужчина, который на следующий день приходят к доктору на приём, представляясь художником Клайвом Лейком (Колтер Ирвин), мастерская которого находится по соседству с местом убийства. Он говорит, что не был знаком с Элейн и даже никогда не видел её. Клайв вчера преследовал доктора по другой причине — он уже некоторое время страдает от приступов головной боли, которые приводят к временным провалам в памяти. Они начались с пятилетнего возраста, после того, как мать заперла Клайва в хозяйственной комнате и забыла о нём на три часа. Со временем провалы в памяти наступали всё чаще и становились продолжительнее. Клайв говорит, что как художник он пока не добился большого успеха, и такие престижные галереи, как у мистера Мэлоуна, неохотно берут его работы. Ордуэй советует Клайву отнести завтра же утром свою лучшую работу в галерею Мэлоуна, а через пару дней прийти на приём для более подробного разговора. Ордуэй просит Клайва звонить ему в любое время, как только тот почувствует приближение приступа.
После завершения встречи Ордуэй посещает галерею Фредерика Мэлоуна (Майлз Мандер), который знаком с работами Клайва и полагает, что тот мог бы неплохо зарабатывать, если бы работал в коммерческой сфере, но недостаточно силён в плане высокого искусства. Тем не менее, доктор Ордуэй просит взять на реализацию картину Клайва, рассчитывая таким образом помочь молодому художнику обрести уверенность в себе. Доктор просит Мэлоуна принять завтра у Клайва картину и авансом даёт владельцу галереи 200 долларов, чтобы выплатить Клайву его гонорар. Вечером доктору звонит Клайв с просьбой срочно приехать к нему в мастерскую. Работая над женским портретом с натурщицей Конни Мэйс (Дасти Андерсон), Клайв вдруг ощутил сильные головные боли, свидетельствующие о приближающемся провале в памяти. Клайв отпускает Конни, приглашая её вечером на празднование по случаю продажи его картины, а сам поднимается на крышу, чтобы подышать свежим воздухом. Пока Конни приводит себя в порядок перед зеркалом, она слышит стук, а затем замечает, что в мастерскую проник неизвестный мужчина. Он убивает Конни, а затем подбрасывает ключ под стоящую рядом кровать.
Когда Ордуэй прибывает в мастерскую, там полным ходом идет вечеринка по случаю продажи картины Клайва, на которой присутствует и Гордон. Оставшись наедине в спальне, Клайв рассказывает доктору, что пережил провал в памяти приблизительно с момента звонка доктору в течение двадцати минут, снова придя в себя у двери своей мастерской. Неожиданно из гостиной раздаётся крик одной из гостей, наткнувшейся на труп Конни, спрятанный под кроватью. Прибывший вскоре инспектор Доус предполагает, что убийца скорее всего проник в мастерскую по карнизу через окно. Тем не менее, Доус приглашает Клайва и Ордуэя для беседы в участок на следующее утро. Позднее вечером Ордуэй поднимается на крышу здания, чтобы проделать тот путь в мастерскую, который предположительно проделал убийца. Забрав дневник Клайва, он собирается уйти, но в этот момент замечает на полу ключ, который также забирает с собой. Ордуэй уходит, так и не заметив, что в этот момент в мастерской прятался неизвестный. Той же ночью, когда Ордуэй спит, в его комнату проникает неизвестный с пистолетом в руке, забирая из-под подушки ключ. Разбуженный шумом, Ордуэй быстро одевается и преследует вора, но тот, спрятавшись за дверью, сзади бьёт доктора, в результате чего тот теряет сознание.
На следующее утро Доус и Ордуэй обсуждают, кто мог похитить ключ, предположительно, от банковской ячейки. Доус сообщает, что и Элейн, и Конни, помимо того, что обе были натурщицами, объединяет то, что обе приехали из Сан-Франциско. Однако пока Доус не видит никакого мотива этих убийств. В поисках Клайва доктор заходит в мастерскую к его соседу, художнику Джозефу Дювалю (Франко Корсаро), который работает над картиной с натурщиком Ником Петрони (Эдуардо Чианелли). Ник, который считался самым популярным натурщиком, разочарован спадом в своей карьере, так как теперь художники хотят писать только девушек. По его словам, «они не хотят писать характеры или глубокие чувства, а только тела поверхностных пустоголовых женщин». Дюваль сообщает, что хотя мать — его самый страшный враг, Клайв вынужден прятаться у неё, так как боится полиции.
Ордуэй приезжает в особняк Лейков под предлогом того, чтобы вернуть дневник Клайва. В ожидании хозяйки, доктор читает в дневнике слова Клайва о разрушительном влиянии матери на его жизнь и о желании сбежать от неё. Появляется прикованная к креслу-каталке мать Клайва, миссис Веллингтон Лейк (Альма Крюгер), которая заявляет, что Клайв слишком болен и подавлен, и потому Ордуэй не может его увидеть. По мнению матери, несмотря на то, что он врач, Ордуэй не сможет помочь Клайву. Она намерена изолировать сына для его собственной защиты. Она также сообщает, что была категорически против намерения Клайва жениться на Конни, которая, по её мнению, хотела добраться до денег Клайва. Доктор поясняет миссис Лейк, что после детской травмы у Клайва стали происходить провалы в памяти как средство выхода из болезненных ситуаций. Миссис Лейк заявляет, что Клайв в состоянии психического припадка убил Конни, после чего вернулся к матери. Она рассчитывает найти адвоката, который добьётся признания Клайва невменяемым, и это будет для сына единственным способом спастись. Ордуэй звонит инспектору Доусу и просит его немедленно приехать. Затем доктор заявляет миссис Лейк, что её сын вполне нормален, и всё, что её беспокоит, это деньги, которыми она распоряжается на данный момент. И она зря переживает, так как Клайв написал в своём дневнике, что ему не нужны эти деньги, унаследованные от отца.
Чтобы прояснить ситуацию, Ордуэй получает согласие миссис Лейк провести сеанс гипноза с Клайвом в присутствии инспектора Доуса и свидетелей. Под гипнозом Клайв вспоминает, что в день убийства Элейн направился на крышу, по дороге встретив Дюваля. На крыше он сначала ничего не заметил, думая о Конни и о том, следует ли сделать ей предложение. Потом увидел Дюваля, который пересёк крышу и на мгновение оглянулся, а потом исчез. Через некоторое время он снова увидел Дюваля, который перебрался с крыши соседнего здания, пересёк крышу над студией Клайва, перелез парапет и спустился вниз по лестнице. У Клайва начинается обострение, и Ордуэй прерывает сеанс. Он констатирует, что у Клайва лёгкая степень амнезии, и готов вылечить его вопреки требованиям миссис Лейк и её адвокатов, что Клайва следует поместить в закрытую клинику. Клайв говорит матери, что уходит с доктором Ордуэеем и Доусом, заявляя, что она может распоряжаться наследством отца по своему усмотрению.
Пока Доус уводит Клайва в участок, доктор направляется в галерею, чтобы забрать картину Клайва. Однако Мэлоун возвращает Ордэую его деньги, сообщая, что картину купил другой покупатель. По словам Мэлоуна, это был незнакомый ему человек, который зашёл и сразу же купил картину Клайва, даже не спросив имя автора. Ордуэй предполагает, что, вероятно, покупателя больше интересовала не столько сама картина, сколько изображённая на картине убитая накануне натурщица. Доктор приходит в камеру к Клайву, который пребывает в состоянии глубокой депрессии и даже не узнаёт доктора. По его словам, его обвиняют в том, что он убил девушку по имени Конни, о которой он даже никогда не слышал. Доктор говорит Клайву, что тот забыл обо всех тех, кто каким-то образом связан с его проблемой, что он ушёл в мир собственного воображения. Клайв однако не в состоянии понять того, что говорит доктор. Понимая, что у Клайва очередной приступ с провалом памяти, Ордуэй погружает Клайва в гипнотический сон. Инспектор Доус после бегства Дюваля стал считать его главным подозреваемым, и потому разрешает Ордуэю перевести Клайва к себе домой. Когда Клайв пробуждается, он чувствует себя намного лучше. Он рассказывает доктору, что Конни и Элейн были знакомы ещё в Сан-Франциско, но вряд ли они были близки. Однажды они позировали вместе для картины под названием «Кольцо», которую писал художник Артур Берри. Там была и третья девушка, но Клайв не помнит её имени. Ордуэй связывается по телефону с Сан-Франциско, обращаясь с просьбой к своему знакомому доктору Буту (Бойд Дэвис) выяснить кое-что об известном ему художнике Артуре Берри, в частности, кто купил его картину «Кольцо» и как звали третью натурщицу, которая позировала для этой картины.
Получив нужную информацию, Ордуэй приходит в галерею Роберта (Джей М. Керриган), которая среди прочего торгует работами Дюваля, владелец которой приобрёл картину Берри «Кольцо». Макферсон сообщает, что вскоре после покупки перепродал картину некому Стэнли Крейгу, который позднее умер, а всё его имущество было распродано на аукционе. Ордуэй просит Макферсона найти картину для него. На городской ярмарке Ордуэй находит работающего там Дугласа, но тот не знает, где может быть Дюваль. Тогда Ордуэй находит Ника, который написался и шумит в ресторане, хвастаясь своей карьерой натурщика и оскорбляя художников, которые больше не хотят его писать, а также выражает ненависть к девушкам-натурщицам, которые отбивают его хлеб. Ник сообщает, что Дюваль внезапно прервал работу с ним и ушёл после телефонного звонка. Той же ночью в особняке Лейков появляется пьяный Дюваль, за которым кто-то следит. Дюваль заявляет миссис Лейк, что у него есть доказательство невиновности Клайва, а также улики против реального убийцы, которые он готов продать за 1000 долларов. Однако прежде чем Дюваль успевает договорить, в окне появляется рука с пистолетом, раздаётся выстрел, и художник замертво падает на пол.
На следующее утро по телефону Бут сообщает, что год назад третья натурщица с картины «Кольцо», которую звали Эвелин Харрис, вышла замуж и переехала к мужу в Нью-Йорк. Ордуэй просит Клайва через инспектора Доуса выяснить, за кого вышла замуж Эвелин Харрис, так как предполагает, что её мог убить её муж. Затем, когда Элейн приехала в город и решила разыскать Эвелин, он убил и её, та же участь постигла и Конни. Доктор возвращается в галерею Макферсона, который сообщает, что «Кольцо» купил Джимми Гордон, который промышляет изготовлением подделок. Гордон в свою очередь утверждает, что картина «Кольцо» была у него украдена шесть или семь месяцев назад. Затем Ордуэй заходит в галерею к Мэлоуну в тот момент, когда тот работает над бюстом. На вопрос об Эвелин тот отвечает, что ничего о ней не знает. Позже той же ночью Ордуэй разбивает витрину и проникает в галерею Мэлоуна, обнаруживая раму от картины Клайва спрятанной в кладовой. Спустившись в подвал, Ордуэй находит акварель Дюваля, смыв верхний слой с которой он видит картину «Кольцо». Затем в отдельной потайной комнате Ордуэй находит выполненную из воска модель Эвелин, лежащую на кровати за газовыми занавесками. В этот момент появляется Мэлоун с оружием в руке, который признаётся, что это он был мужем Эвелин. Как он рассказывает, через месяц после брака Эвелин захотела от него уйти. Мэлоун уговорил её попозировать для статуи, которую он делал, и она задохнулась в тот момент, когда он делал маску с её лица. Он боялся, что никто не поверит в то, что это был несчастный случай, и потому решил скрыть преступление, убив двух натурщиц, которые были опасными свидетелями. Когда Мэлоун собирается застрелить Ордуэя, появляется инспектор Доус вместе с Клайвом и полицейскими, который установил, что Мэлоун был мужем Эвелин, и арестовывает его за убийство.

## В ролях
- Уорнер Бакстер — доктор Роберт Ордуэй
- Джон Лител — инспектор Доуc
- Дасти Андерсон — Конни Мейс
- Колтер Ирвин — Клайв Лейк
- Майлс Мэндер — Фредерик Мэлоун
- Джон Эбботт — Джимми Гордон

### В титрах не указаны
- Эдуардо Чианнелли — Ник Петрони
- Альма Крюгер — миссис Лейк
- Джей М. Керриган — Роберт Макферсон
- Франко Корсаро — Роберт Дюваль
- Джордж Микер — адвокат № 1
- Артур Эйлсворт — адвокат № 2

## Создатели фильма и исполнители главных ролей
Как написал историк кино Клифф Алиперти, это первый из четырех фильмов о Криминальном докторе, снятых Уильямом Каслом, знаменитым режиссером фильмов категории В, которого больше всего помнят по таким фильмам, как «Дом ночных призраков» (1958), «Тинглер» (1959), «13 призраков» (1960), «Смирительная рубашка» (1964) и другим. Несмотря на то, что Касл находился в самом начале своей карьеры, он уже был режиссёром двух фильмов студии Columbia Pictures из серии «Свистун» с Ричардом Диксом в главной роли, после чего взялся за четыре фильма из цикла о Криминальном докторе.
Уорнер Бакстер начинал карьеру с немых фильмов, среди которых были «Великий Гэтсби» (1926) и «Ужасная правда» (1925). С появлением звука Бакстер сыграл в таких фильмах, как вестерн «В старой Аризоне» (1928), который принёс ему «Оскар» за исполнение главной роли, музыкальная комедия «42-я улица» (1933) и детективный фильм «Пентхаус» (1933). В начале 1940-х годов в связи с ухудшением состояния здоровья Бакстер практически перестал сниматься, за исключением исполнения роли доктора Ордуэя, которую сыграл в десяти фильмах на протяжении 1943—1949 годов.

## История создания фильма
Это пятый фильм из цикла студии Columbia о Криминальном докторе, и первый из четырёх фильмов цикла, режиссёром которого был Уильям Касл.
Рабочее название этого фильма «Убийства бумажных кукол» (англ. The Paper Doll Murders).
Фильм находился в производстве с 14 июня по 30 июня 1945 года и вышел на экраны 27 сентября 1945 года.

## Оценка фильма критикой
Оценки фильма были преимущественно положительными. Так, журнал Variety в номере от 19 декабря 1945 года назвал фильм «хорошим детективном с Бакстером». Кинокритики Джей Роберт Нэш и Стэнли Ральф Росс также написали, что это «ещё один хороший фильм из серии о Криминальном докторе». По мнению историка кино Джина Блоттнера, фильм «вернул сериал на правильный курс благодаря чёткому, хорошо проработанному сценарию Эрика Тейлора», а «Бакстер снова идеален в главной роли».
Как написал кинокритик Ким Ньюман, «в сценарии Эрика Тейлора много интересного», хотя многие обстоятельства плохо увязываются между собой. «Личность преступника совершенно очевидна на том простом основании, что самый услужливый, вежливый, ни к чему не причастный персонаж средних лет в любом детективе категории В может оказаться убийцей, но его мотивы настолько сложны и запутанны, что разобраться в них практически невозможно. Сцена за сценой, это интересное зрелище, но никто не удосужился придать ему смысл». Как продолжает критик, «мы видим сцены, в которых фигуры с затемнёнными лицами крадутся во мраке, фетишизированную подсказку с ключом от банковской ячейки, которая ведёт в никуда, странного макгаффина в виде пропавшей картины с двумя мёртвыми натурщицами и ещё одной пропавшей девушкой, сцены из жизни богемы и финал, в котором у дилера оказывается восковая фигура пропавшей мёртвой натурщицы, лежащая в кровати в его подсобке». По мнению Ньюмана, «Уильям Касл вложил в свои фильмы о Криминальном докторе не так много, как и в некоторые другие свои фильмы категории В, но в этой картине в своих жутких и психопатологических аспектах он предвосхищает свои будущие фильмы, такие как „Убийственный“ (1961) и „Приходящий по ночам“ (1964)».